# Dolina Małej Zimnej Wody

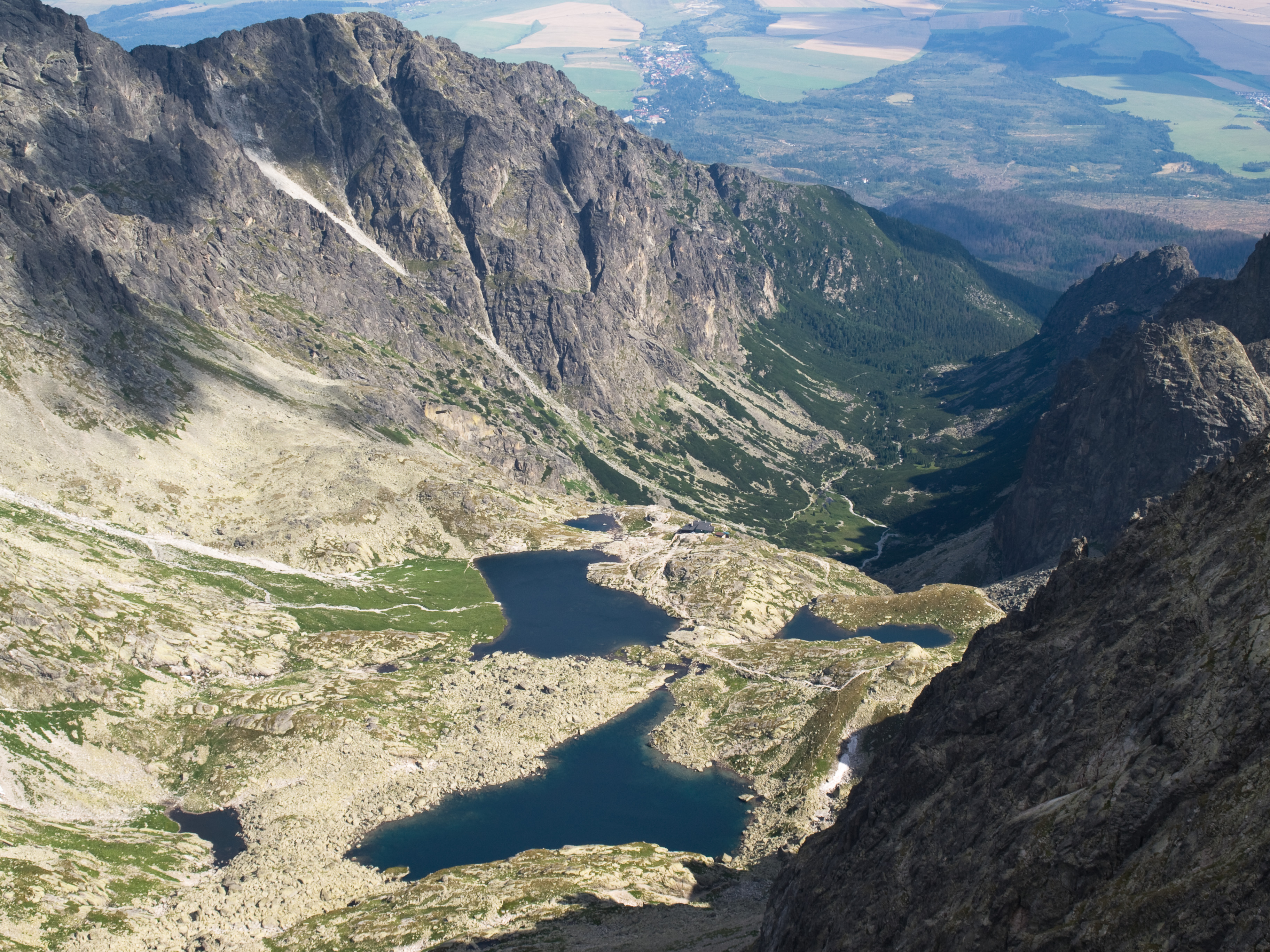
Dolina Małej Zimnej Wody z Pięcioma Stawami Spiskimi, widok z Lodowego Szczytu

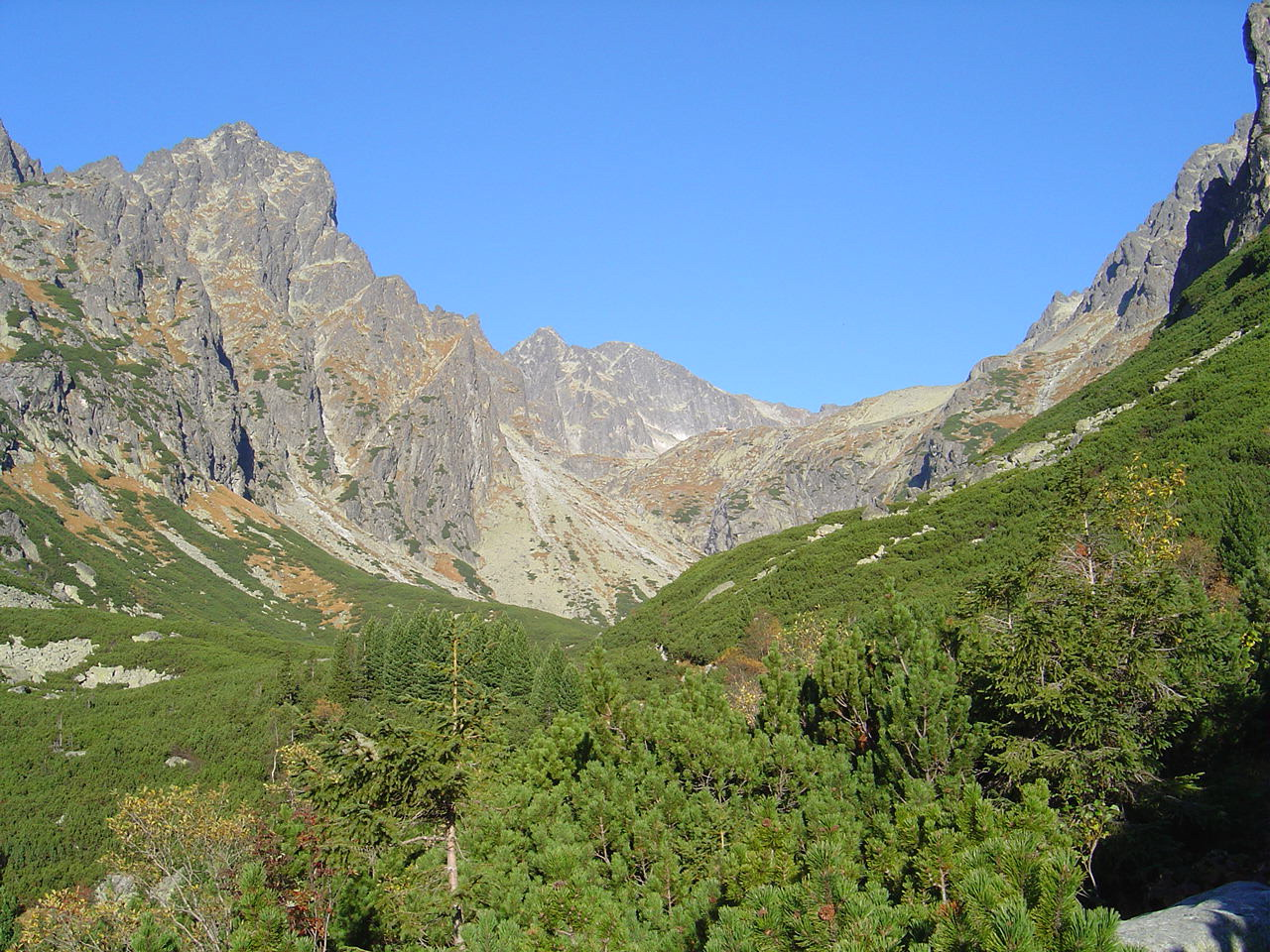
Dolina Małej Zimnej Wody

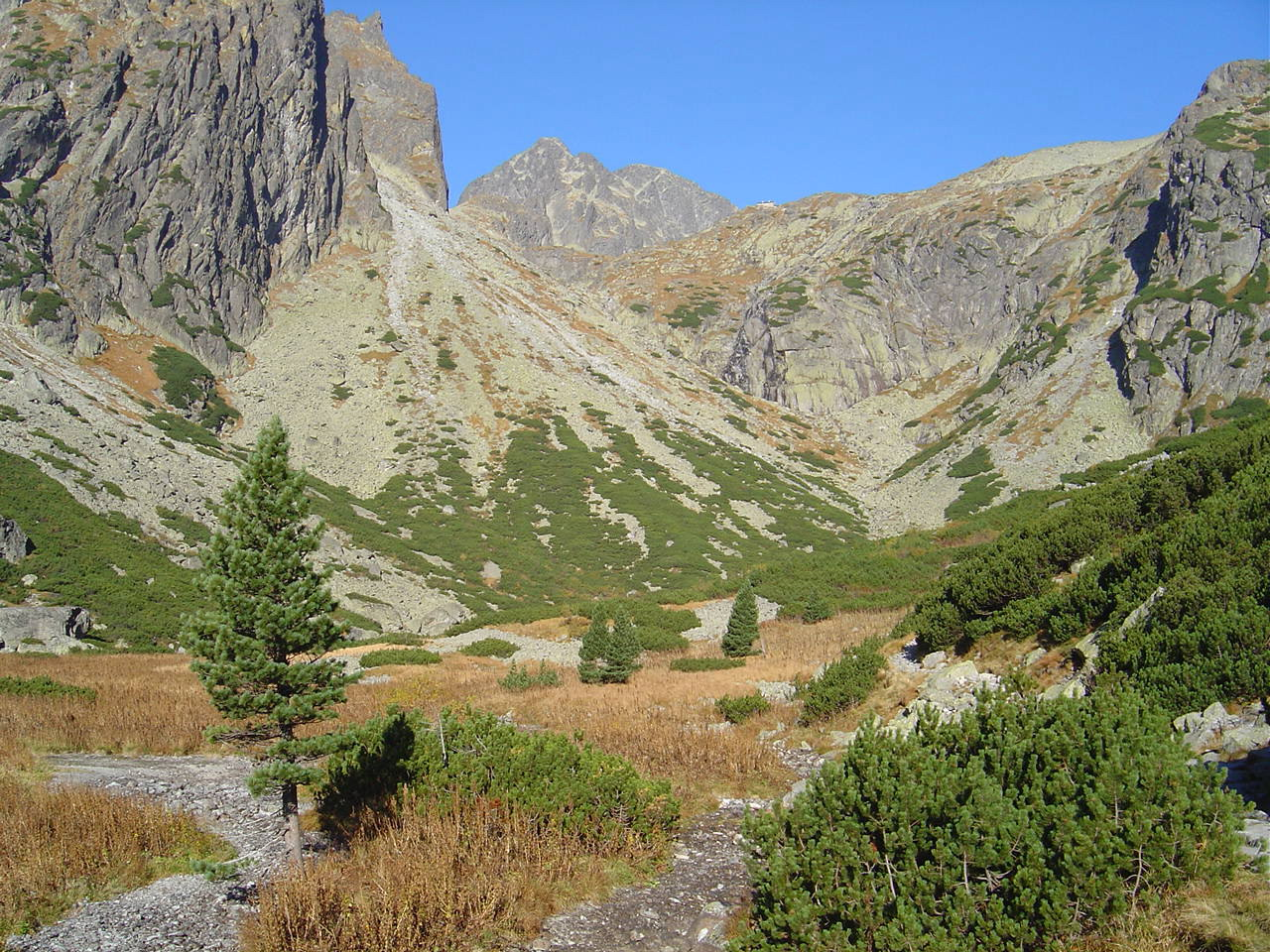
Środkowe piętro Doliny Małej Zimnej Wody

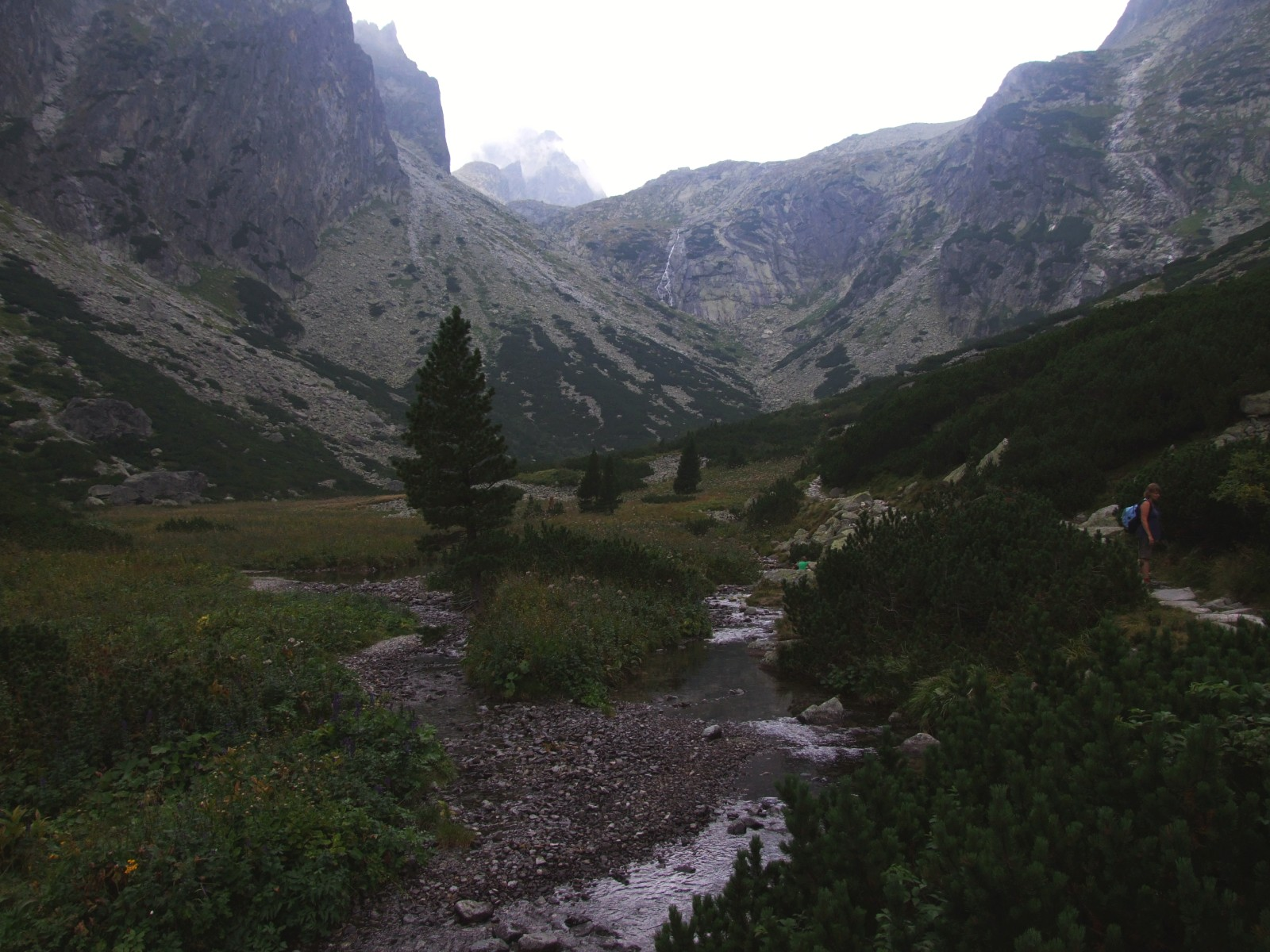
Dolna część Doliny Małej Zimnej Wody (poniżej wielkiego progu)

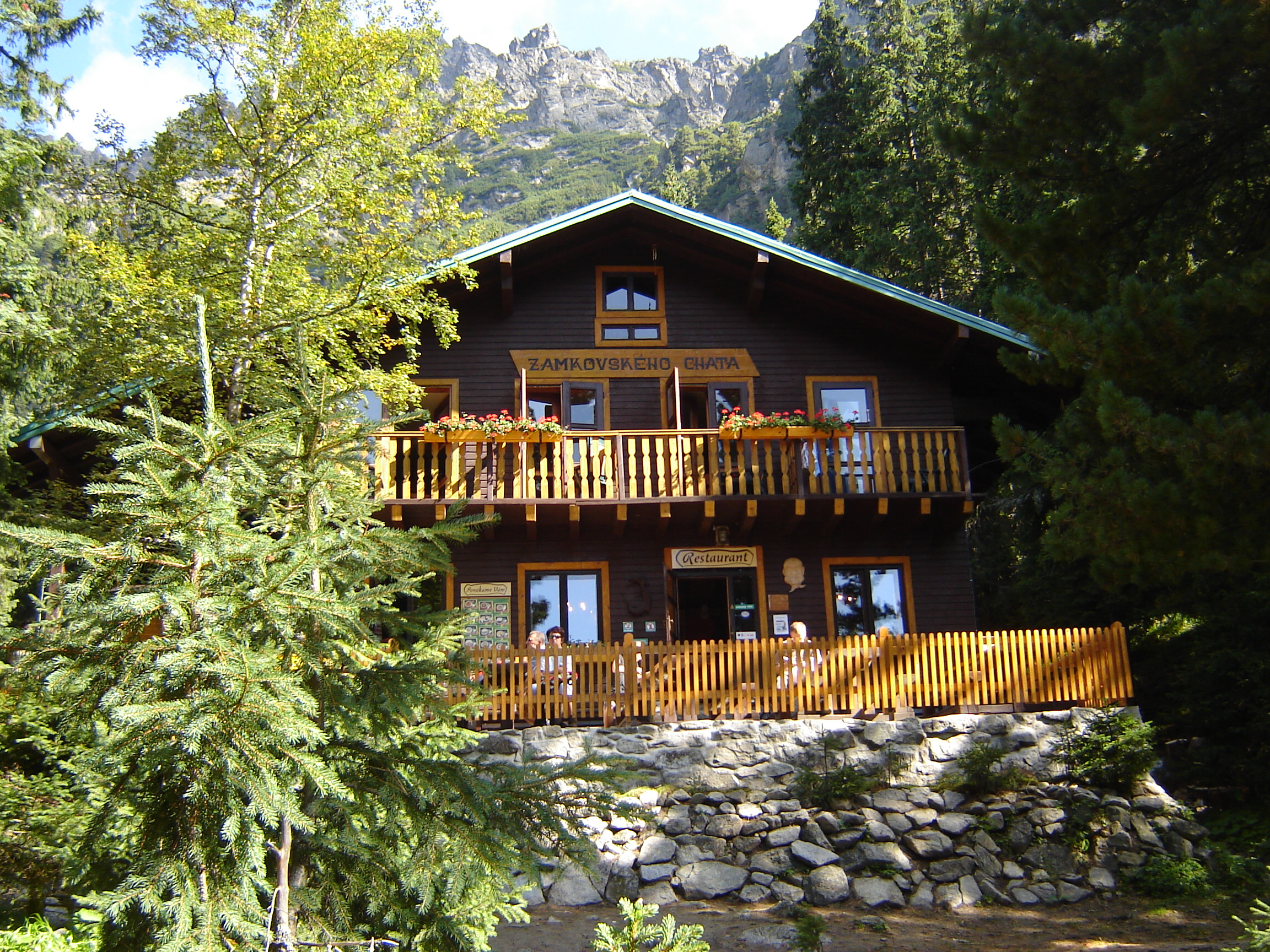
Schronisko Zamkovskiego

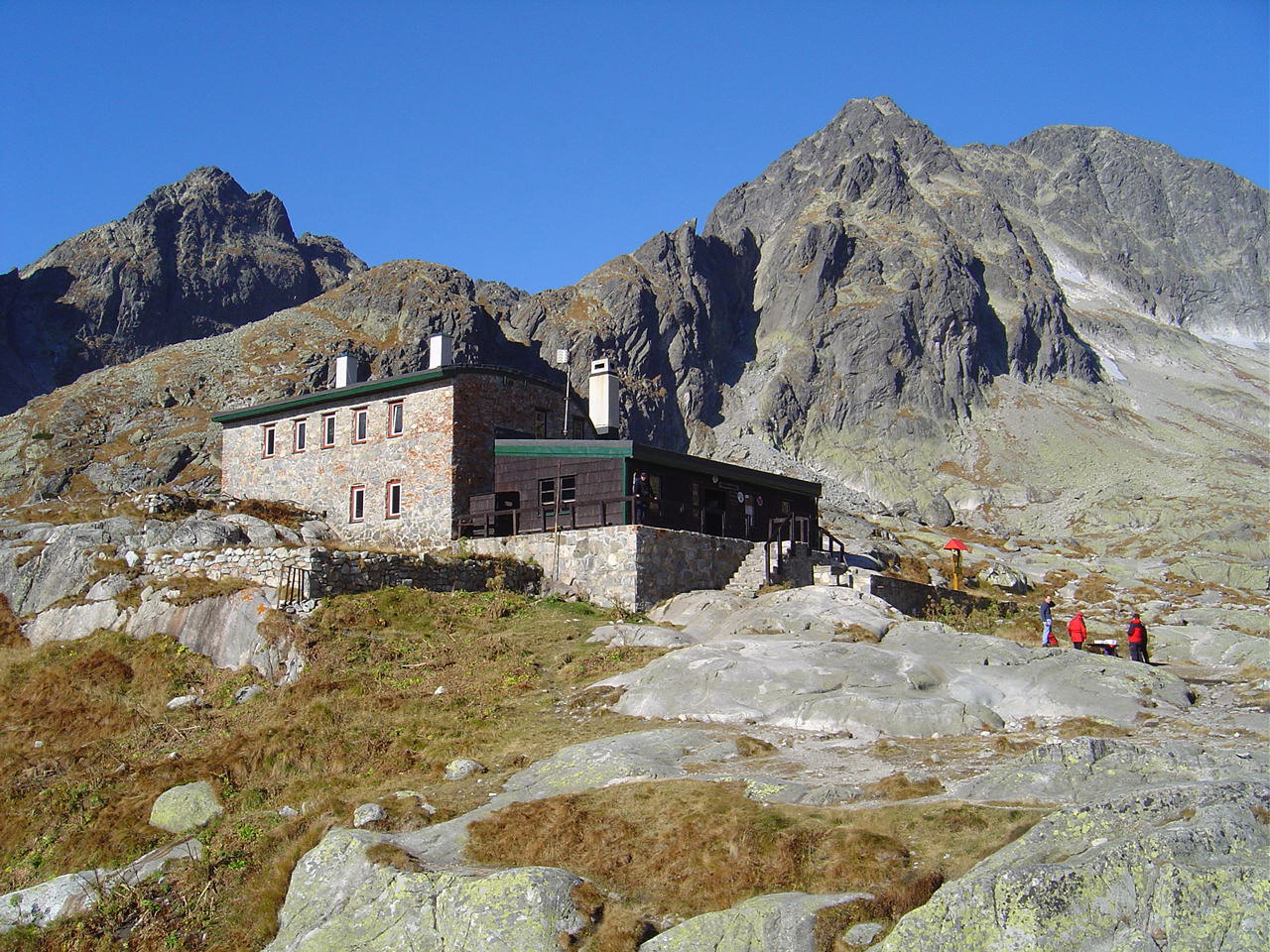
Schronisko Téryego

Dolina Małej Zimnej Wody (słow. Malá Studená dolina, niem. Kleines Kaltbachtal, węg. Kis-Tarpataki-völgy) – tatrzańska dolina o długości ok. 4 km, położona na terenie Słowacji po południowej stronie głównej grani Tatr Wysokich. Ułożona tarasowo otwiera się w kierunku wschodnim i południowo-wschodnim, łącząc się z Doliną Staroleśną (Veľká Studená dolina) i tworząc walną Dolinę Zimnej Wody.

## Topografia
Dolne piętro doliny, porośnięte lasem, wznosi się stromo, przechodząc w części środkowej w obszar porośnięty kosodrzewiną, trawami i kwiatami. Część górna, skalista, oddzielona wysoką ścianą stawiarską – tzw. Złotymi Spadami (Jazerná stena) – nazywana jest Doliną Pięciu Stawów Spiskich (kotlina Piatich Spišských plies), a piętro podchodzące pod Lodową Przełęcz (Sedielko) – Dolinką Lodową (Dolina pod Sedielkom).
Dolina Małej Zimnej Wody i jej górne piętro, Dolina Pięciu Stawów Spiskich, graniczą:
- od wschodu z Doliną Łomnicką (Skalnatá dolina), rozdziela je grań odchodząca na południe od wierzchołka Łomnicy (Lomnický štít),
- od północnego wschodu z należącymi do Doliny Zielonej Kieżmarskiej (dolina Zeleného plesa): Doliną Dziką (Veľká Zmrzlá dolina) i Miedzianą Kotliną (Medená kotlina), rozdziela je południowo-wschodnia grań Wyżniego Baraniego Zwornika przez Baranie Rogi (Baranie rohy), Spiską Grzędę (Spišský štít) i Durny Szczyt (Pyšný štít) do Łomnicy,
- od północy i zachodu z odgałęzieniami Doliny Jaworowej (Javorová dolina): Doliną Czarną Jaworową (Čierna Javorová dolina), Doliną Suchą (Suchá dolina) i Doliną Zadnią Jaworową (Zadná Javorová dolina), rozdziela je główna grań Tatr od Wyżniego Baraniego Zwornika (Vyšná Barania strážnica) przez Śnieżny Szczyt (Snehový štít), Lodowy Szczyt (Ľadový štít), Lodową Kopę (Malý Ľadový štít) do Małego Lodowego Szczytu (Široká veža),
- od południowego zachodu z Doliną Staroleśną, rozdziela je boczna grań odchodząca od Małego Lodowego Szczytu przez szczyt Pośredniej Grani (Prostredný hrot, 2441 m) i jego ramię – Zimnowodzką Grań (Prostredný hrebeň) z kulminacjami w Ciemniastej Turni (Chmúrna veža, 2258 m) i Kościołach (Kostoly, 2151 i 2088 m)[3].

## Wody
Dnem doliny płynie potok Mała Zimna Woda (Malý Studený potok), na którym u wejścia do doliny znajduje się Wodospad Olbrzymi (Obrovský vodopád). Poniżej, w pobliżu Schroniska Bilíka, na Małej Zimnej Wodzie i Staroleśnym Potoku (Veľký Studený potok) połączonych w potok Zimnej Wody (Studený potok) jest jeszcze kilka wodospadów, określane wspólną nazwą Wodospady Zimnej Wody (Vodopády Studeného potoka). Poprowadzono przy nich szlak turystyczny ze Starego Smokowca do górnych odgałęzień Doliny Zimnej Wody.
W górnej części doliny, w Dolinie Pięciu Stawów Spiskich, znajduje się Pięć Stawów Spiskich (Päť spišských plies), od których wzięła swoją nazwę ta dolina. Są to Wielki Staw Spiski, Pośredni Staw Spiski, Niżni Staw Spiski, Zadni Staw Spiski i Mały Staw Spiski. Wyżej (ok. 2207 m), pod ścianą Baranich Rogów leży jeszcze jeden, niewielki i okresowo zanikający Barani Stawek (Baranie pliesko). Jest to najwyżej położony staw w Tatrach.
W Dolince Lodowej na wysokości ok. 2157 m znajduje się inny niewielki staw: Lodowy Stawek (Modré pleso) o powierzchni ok. 0,4 ha i głębokości 4,5 m (najwyżej położony stały staw w Tatrach).

## Historia poznania
Nie wiadomo, od kiedy w historycznych czasach człowiek zaczął pojawiać się w dolinie. Wiarygodne źródła pozwalają jednak sądzić, że najpóźniej na początku XVIII w. zaczęli ją penetrować różni poszukiwacze skarbów i drogich kamieni, kopacze rud cennych metali, zbieracze ziół czy górale polujący na kozice. W ograniczonym zakresie dolina była również wykorzystywana pastersko: wiemy, że ok. roku 1870 paśli tu woły i konie górale ze Starej Leśnej, a ostatnie informacje o wypasie pochodzą jeszcze z pierwszych dziesięcioleci XX w.
Pierwszą osobą znaną z nazwiska, jaka dotarła do Doliny Małej Zimnej Wody, był angielski przyrodnik Robert Townson, który z przewodnikami przechodził przez nią w drodze na Łomnicę 14–18 sierpnia 1793 r. Townson m.in. nocował w znanej później kolibie pod wielkim, przewieszonym głazem, zwanej „Ohnisko” (1592 m n.p.m.).
W pierwszych latach XIX w. geologiczne rozpoznanie doliny przeprowadził Christian Genersich, który ocenił, że można w niej liczyć jedynie na „trochę pirytu i miedzi”. W 1813 r. badania florystyczne w dolinie prowadził znany szwedzki botanik i lekarz Göran Wahlenberg. Ich wyniki zamieścił w swym pisanym po łacinie dziele pt. Flora Carpatorum Principalium (Göttingen 1814). Informatorem Wahlenberga, jak i wielu innych późniejszych badaczy był proboszcz z Wielkiego Sławkowa, a jednocześnie botanik i klimatolog Thomas Mauksch, który w swym wielkim rękopiśmiennym dziele pt. Wegweiser durch die Zipser karpatischen Alpen (ok. 1826 r.) również poświęcił sporo miejsca tytułowej dolinie. Opisał m.in. występujące tam limby i jako pierwszy zwrócił uwagę na widoczne tam moreny (niem. Steinwälle) – chociaż jeszcze nie potrafił określić ich pochodzenia. W 40. latach XIX w. w dolinie prowadził obserwacje również polski botanik Hiacynt Łobarzewski.
W następnych latach dolina była odwiedzana częściej w związku z rozwojem Smokowca, chodzono nią na okoliczne szczyty. W 1859 r. odwiedził ją słynny niemiecki podróżnik Heinrich Barth, który uznał za jedną z najpiękniejszych górskich dolin świata. Zimą dolinę przeszli jako pierwsi Theodor Wundt i przewodnik Jakob Horvay w dniach 27–28 grudnia 1891 r.

## Turystyka
Przez Dolinę Małej Zimnej Wody poprowadzone są dwa znakowane szlaki turystyczne: na Lodową Przełęcz i dalej do Doliny Jaworowej oraz przez przełęcz Czerwona Ławka (Priečne sedlo) do Doliny Staroleśnej. W dolnej części doliny (na wysokości 1475 m) znajduje się Schronisko Zamkovskiego (Zamkovského chata), które przez pewien czas nosiło imię kapitana Nálepki (chata kapitána Nálepku), a w Dolinie Pięciu Stawów Spiskich na wysokości 2015 m – Schronisko Téryego („Terinka”, Téryho chata).
Na niektórych mapach Dolina Małej Zimnej Wody jest nieprawidłowo podpisywana jako Dolina Zimnej Wody.

## Szlaki turystyczne
– szlak zielony od Schroniska Zamkovskiego przy Magistrali Tatrzańskiej wzdłuż Małej Zimnej Wody w górę doliny do Schroniska Téryego, a stamtąd dalej Dolinką Lodową na Lodową Przełęcz.
- Czas przejścia od Schroniska Zamkovskiego do Schroniska Téryego: 1:45 h, ↓ 1:20 h
- Czas przejścia od Schroniska Téryego na Lodową Przełęcz: 1:30 h, ↓ 1:20 h

  – jednokierunkowy szlak żółty od Schroniska Téryego na Czerwoną Ławkę, a stamtąd do Schroniska Zbójnickiego w Dolinie Staroleśnej. Początkowy etap szlaku prowadzi razem ze szlakiem zielonym na Lodową Przełęcz.
- Czas przejścia od Schroniska Téryego na Czerwoną Ławkę: 1:30 h
- Czas przejścia z Czerwonej Ławki do Schroniska Zbójnickiego: 1:45 h